# Artur Janosz
Artur Janosz (Pszczyna, 1993. június 16. –) lengyel autóversenyző, jelenleg a GP3-as Trident pilótája.

## Eredmények

### Teljes GP3-as eredménylistája
(Táblázat értelmezése)

(Félkövér: pole-pozícióból indult; dőlt: leggyorsabb kört futott) 

| Év   | Csapat  | 1          | 2          | 3          | 4          | 5         | 6          | 7          | 8          | 9          | 10         | 11         | 12         | 13         | 14        | 15        | 16         | 17         | 18        | Helyezés | Pont |
| ---- | ------- | ---------- | ---------- | ---------- | ---------- | --------- | ---------- | ---------- | ---------- | ---------- | ---------- | ---------- | ---------- | ---------- | --------- | --------- | ---------- | ---------- | --------- | -------- | ---- |
| 2015 | Trident | ESP FEA 15 | ESP SPR 12 | AUT FEA 21 | AUT SPR 11 | GBR FEA 9 | GBR SPR 17 | HUN FEA 16 | HUN SPR Ki | BEL FEA 12 | BEL SPR 7  | ITA FEA 16 | ITA SPR Ki | RUS FEA 10 | RUS SPR 5 | BHR FEA 6 | BHR SPR 12 | ABU FEA 10 | ABU SPR 9 | 14.      | 20   |
| 2016 | Trident | ESP FEA 16 | ESP SPR 12 | AUT FEA 11 | AUT SPR 9  | GBR FEA 9 | GBR SPR 15 | HUN FEA 14 | HUN SPR 12 | GER FEA 11 | GER SPR Ki | BEL FEA    | BEL SPR    | ITA FEA    | ITA SPR   | MAL FEA   | MAL SPR    | ABU FEA    | ABU SPR   | 19.*     | 2*   |

* A szezon jelenleg is zajlik.